# کریستین ایجکمن
کریستین آیکمان (به هلندی: Christiaan Eijkman)‏ (زاده ۱۱ اوت ۱۸۵۸ – درگذشته ۵ نوامبر ۱۹۳۰)
خلاصه: [پزشک] و [زیست‌شناس] [هلند]ی بود که با توضیح این مطلب که بیماری بربری به خاطر رژیم غذایی بد است، موجب کشف ویتامین شد. او همراه با سرفردریک هاپکینز برندهٔ جایزه نوبل فیزیولوژی و پزشکی سال ۱۹۲۹ شد.

## زندگی‌نامه

### زندگی اولیه و تحصیلات
کریستین آیکمان در ۱۱ اوت ۱۸۵۸ در نایکرک هلند بدنیا آمد. او هفتمین فرزند کریستین آیکمان مدیر مدرسه محلی و یوهانا آلیدا پول بود. برادر بزرگش یوهان فردریک آیکمان(۱۸۵۱–۱۹۱۵) هم یک شیمیدان بود.

## ابتدای زندگی و تحصیلات اولیه
کریستین آیجکمن در ۱۱ اوت ۱۸۵۸ در نایکرک هلند بدنیا آمد. او هفتمین فرزند کریستین آیجکمن مدیر مدرسه محلی و یوهانا آلیدا پول بود.
برادر بزرگش یوهان فردریک آیجکمن (۱۸۵۱–۱۹۱۵) هم یک شیمیدان بود. برادر بزرگ وی در ۱۹ ژانویه ۱۹۵۱ به دنیا آمد، او که هفت سال از کریستین بزرگ‌تر بود، در ۷ ژانویه ۱۹۱۵ و در ۶۳ سالگی فوت کرد. یک سال بعد در ۱۸۵۹ خانواده کریستین به زندم (Zaandam) شهری در شمال هلند، نقل مکان کردند. این شهر در کنار رود زن (Zaan) و در شمال آمستردام قرار دارد.
این نقل مکان به دلیل شغل جدید پدر وی در مدرسه تازه تأسیسی در شهر زندم بود. در همان شهر بود که کریستین و برادرانش تحصیلات اولیه خود را به پایان رساندند. درسال ۱۸۷۵و پس از گذراندن امتحانات اولیه، وی به عنوان دانشجوی مدرسه پزشکی ارتش در دانشگاه آمستردام مشغول شد. در دانشگاه، کریستین آیجکمن به عنوان پزشک ارشد ارتش هلند تعلیم داده شد و تمام امتحانات علمی خود را با سربلندی گذراند. در سال‌های ۱۸۷۹ تا ۱۸۸۱ کریستین ایجکمن به عنوان دستیار پروفسور فیزیولوژی دانشکده، مشغول کار بر روی پایان‌نامه اش در مقطع دکترا شد.
این مقاله با موضوع قطبیت یا دوگانگی‌های مغزی (Polarization of the Nerves) توانست سطح دکترای زیست‌شناسی را در ۱۳جولای ۱۸۸۳برای او به دست آورد. در ۱۸۸۳ آیجکمن هلند را به مقصد جنوب آسیا ترک کرد.
او ابتدا در Semarang پایتخت و بزرگ‌ترین شهر اندونزی و سپس در(Tjilatjap)روستایی در جنوب خط ساحلی اندونزی، به عنوان پزشک ارتش کار کرد.
در Tjilatjap او به مالاریا مبتلا شد.
بیماری اوانقدر شدید شد که در ۱۸۸۵ او برای درمان ناچار شد به اروپا برگردد. ایجکمن در آمستردام در حالی که تحت مداوا بود، توانست تحقیقات خود را در آزمایشگاه E. Forster، در همان شهر شروع کند. او در آزمایشگاه میکروب شناسی رابرت کخ (Robert Koch's bacteriological laboratory) واقع در برلین به تحقیقات خود ادامه داد.
در برلین او با C.A. Pekelharing(استاد دانشگاه اهل هلند با نام کامل Cornelis Adrianus Pekelharing) ملاقات کرد.

## کریستین ایجکمن در جوانی
پکلهیرینگ (Pekelharing)ایجکمن را به عنوان دستار دوم خود در پروژه ای مشترک با C. Winkler انتخاب کرد. این پروژه تحقیقاتی دربارهٔ بیماری بربری از طرف دولت هلند به آنان واگذار شده بود. بیماری بربری در منطقه افراد زیادی را درگیر و ویرانی بسیاری به بار آورده بود. علائم این بیماری شامل: کم شدن وزن، ایجاد اختلال در حواس، درد در جای جای بدن، احساس ضعف، نامنظم بودن ضربان قلب، اختلالات هیجانی و ورم کردن بخش‌هایی از بدن است. بیماری بربری از انوع بیماری‌هایی است که در اثر کمبود ویتامین و در طول زمان شکل می‌گیرد. بربری یک بیماری نادر ژنتیکی است که مانع جذب ویتامین B1 توسط بدن می‌شود.
در انتهای جریان تحقیق، پکلهیرینگ با رئیس کل دپارتمان تحقیقات دانشگاهی درخواست دائمی شدن آزمایشگاه موقتی که برای پروژه تحقیقات آنها آماده شده بود را مطرح کرد. این در خواست مورد قبول واقع شد و کریستین آیجکمن به عنوان ناظر ارشد این آزمایشگاه و"Dokter Djawa School“ یا همان مدرسه پزشکی اندونزی که امروزه به عنوان دانشگاه اندونزی شناخته می‌شود، برگزیده شد.
این سمت پایان همکاری آیجکمن با ارتش بود.
آیجکمن از آن پس و به دلیل سوابق درخشانش به عنوان ناظر تحقیقاتی، در Geneeskundig Laboratorium (آزمایشگاه زیست و دارو سازی) مشغول به کار شد.
او در این مکان از ۱۵ ژانویه ۱۸۸۸ تا ۴ مارچ ۱۸۹۶ مهم‌ترین تحقیقات کارنامه علمی اش را به ثمر رساند.
از جمله نتایج بسیار مهم او در اولین تحقیقاتش می‌توان به اثبات تأثیر مواد غذایی و سلامت محیطی زندگی بر اشاره کرد. در آن دوران بسیاری از مردم به دلیل کمبود مواد غذایی مانند گوشت قرمز از کم خونی رنج می‌بردند اما تا پیش از تحقیق ایجکمن هیچ‌کس دلیل این کم خونی یا آنمی شدید بین اروپاییان منطقه را نمی‌دانست.

## ادامه زندگی و مرگ
در سال ۱۸۹۸ ایجکمن موفق شد به عنوان پروفسور درHygiene and Forensic Medicine که یک مرکز دارو سازی و آموزش عالی است مشغول به کار شود.
این مرکز در اتریش قرار دارد. در اتریش ایجکمن شروع به مطالعه دقیق تر باکتری‌ها کرد. او با طراحی نوعی آزمایش تخمیر که امروزه بسیار مشهور و کارآمد است توانست ثابت کند که در صورت آلوده شدن آب توسط
انسان‌ها و حیوانات، این آلودگی به تشکیل کلی باسیل (coli bacilli)که نوعی باکتری است می‌انجامد.
در دیگر پروژه اش در مورد باکتری‌ها، او نشان داد که طول عمر باکتری‌ها وابسته به عوامل مختلف محیطی و داخلی است و به همین دلیل نمی‌توان آن را با نمودار لوگاریتمی نشان داد. همچنین در طول این پروژه او الگوی مرتبط با افزایش چربی اشباع (تری گلیسیرید) در لایه زیرین لیپید پوستی نوعی باکتری را کشف و ارائه داد.
ایجکمن سال‌های پایانی عمرش را صرف کمک به جامعه با شرکت در جنبش‌های گوناگون کرد. از جمله این جنبش‌ها می‌توان به جنبش ضد(alcoholism)اشاره کرد.
کریستین ایجکمن در ۵ نوامبر ۱۹۳۰ و در اتریش، درست یک سال پس از دریافت جایزه نوبل، بر اثر بیماری در گذشت.

## بزرگ‌ترین افتخارات در کارنامه علمی
ایجمن در طول تحقیقاتش دربارهٔ بیماری بربری توانست دلیل اصلی این بیماری با علائم شدید مغزی و قلبی را متوجه شود.
او با انجام آزمایش بر روی چند جوجه و با ایجاد تغییرات حساب شده در زمان تغذیه آنها و همچنین نوع خوراک توانست به روش درمان این بیماری نیز پی ببرد. در طول زمانی که جوجه‌ها از برنج باقی مانده تغذیه سربازان ارتش سیر می‌شدند او پس از مدتی متوجه ظاهر شدن علائمی مشابه بربری در آنان شد.
پس از انجام آزمایش‌های متعدد، او منبع غذایی جوجه‌ها را تغییر داد و آنها را با غذای تازه تری سیر می‌کرد، پس از گذشت زمان کوتاهی جوجه‌ها بهبود یافتند. او با بررسی نمونه‌ها به این نتیجه رسید که زمانی که غذای جوجه‌ها از برنجی که سبوس و جوانه آن گرفته شده به برنجی که هنوز این ترکیبات را دارد تغییر کرد، آنها رو به بهبودی رفتند. ایجمن پس از آن آزمایش نتیجه گرفت که علت اولیه ابتلا به بیماری بربری کمبود مواد خاصی مانند سبوس در بدن است. او نام موادی را که کمبود آنها باعث ایجاد بربری می‌شد، عامل آنتی بربری یا "the anti-beriberi factor“ نهاد.
او توانست ثابت کند که بیماری بربری که در آن دوران بسیار مشکل ساز شده بود مربوط به متابولیسم‌های بدن یا نوعی حساسیت غیرقابل کنترل نیست.
ایجکمن به دلیل بیماری نتوانست تحقیق فردی خود را در مورد بربری ادامه دهد اما یکی از دوستانش آدولف وردرمن (Adolphe Vorderman) تواست رابطه بین برنج سبوس دار و بیماری را تأیید و آن را کامل کند. در واقع در انتها و با قدردانی از تلاش‌های ایجکمن ثابت شد که دلیل اصلی بیماری بربری کمبود ویتامین B1 در بدن است.
به دلیل همکاری ایجکمن و سهم به سزای او در این کشف، جایزه نوبل پزشکی
و دارو سال ۱۹۲۹ مشترکاً به ایجکمن و فردریک هاپکینز تعلق گرفت.
او پس از دریافت این افتخار شروع به نوشتن دو کتاب جامع کرد. اولین کتاب او درمورد فیزیولوژی و دیگری در مورد شیمی آلی و رابطه زیستی آن بود.

## زندگی شخصی
در سال ۱۸۸۳ و پس از ارائه مقاله دکترا او با Aaltje Wigeri van Edema ازدواج کرد. همسر ایجکمن در سال ۱۸۸۶ در گذشت. در باتاویا (جاکارتای امروزی) او با Bertha Julie Louise van Pieter در سال ۱۸۸۸ ازدواج کرد. پسر آنها پیتر، در سال ۱۸۹۰ به دنیا آمد. او در آینده فیزیکدان شد.

## جایزه‌ها و افتخارات
در سال ۱۹۰۷ ایجکمن به عنوان یکی از اعضای انجمن سلطنتی علمی و هنری هلند (Royal Netherlands Academy of Arts and
Sciences)برگزیده شد.
دولت هلند که بسیار از نتایج تحقیقات این پروفسور مفتخر بود بیست و پنجمین سالگرد رسیدن به مقام دکترای کریستین ایجمن را جشن گرفت و مدالی به نشانه افتخار به این پروفسور زیست‌شناس اهدا کرد.
کریستین ایجکمن همچین مفتخر بود به دریافت درجات و مدال‌های: جان
اسکات (John Scott Medal)، فیلادلفیا(Philadelphia) و(National Academy of Science).
او همچنین به عنوان عضو افتخاری انجمن علمی سلطنتی در لندن انتخاب شد.
به پاس زحمات ایجکمن، دولت اندونزی نام یکی از آزمایشگاه‌های پیشرفته زیست‌شناسی در جاکارتای اندونزی را(Eijkman Institute for Molecular Biology) نهاد.
منابع
ترجمه شده از ویکی‌پدیا انگلیسی
رجوع به:
https://en.m.wikipedia.org/wiki/Christiaan_Eijkman